# Wei Hui

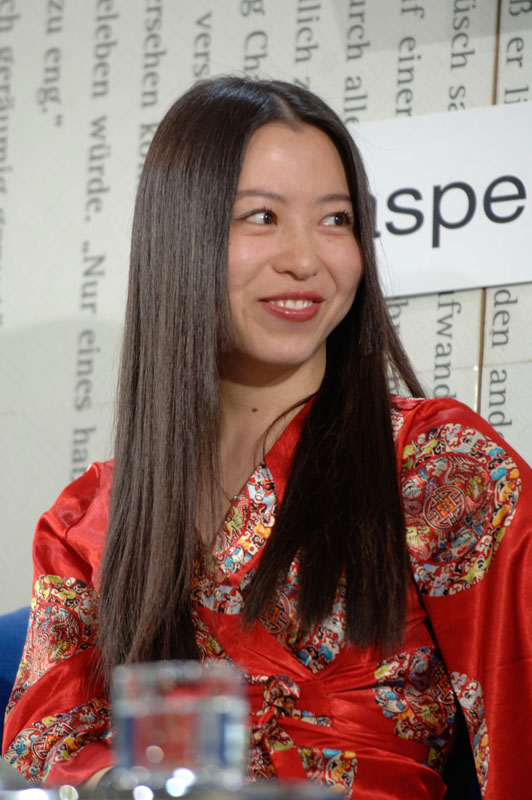
Wei Hui

Wei Hui, född Zhoue Weihui (kinesiska: 周卫慧, pinyin: Zhōu Wèihuì) 1973 i Ningbo, är en kinesisk författare. 
Hon studerade kinesiska och litteratur vid Fudan-universitetet i Shanghai och började skriva noveller inspirerad av västerländska författare som Anais Nin, Marguerite Duras och Henry Miller. Hennes berättelser skildrar ofta ämnen som sex, droger och död bland unga människor i dagens Kina. Sitt stora genombrott fick hon med romanen Shanghai baby som med sina frispråkiga sexskildringar blev förbjuden i Kina. Den utkom i svensk översättning år 2002.
Tillsammans med den något äldre Mian Mian har Wei Hui blivit förebild för en ny generation av unga kinesiska författarinnor som skriver utmanande samtidsskildringar om unga människors glamourösa och utsvävande liv i dagens Kina.